# Jan Serwadczak
Jan Serwadczak (ur. 24 grudnia 1897 we Lwowie, zm. 15 kwietnia 1959 w Gdańsku) – major Wojska Polskiego, uczestnik walk w I i II wojnie światowej.

## Życiorys
Służył w armii Austro-Węgierskiej, brał udział w bitwie pod Caporetto. Od września 1918 do maja 1919 był internowany w obozie jenieckim. Po powrocie do Lwowa pracował jako pracownik państwowy. 2 lutego 1940 został wywieziony na roboty do centralnej Rosji, a następnie w rejon Uralu – do maja 1943.
Z dniem 1 lutego 1945 na podstawie Rozkazu personalnego Naczelnego Dowódcy Wojska Polskiego nr 323 został wyznaczony na stanowisko Komendanta Gdyńskiej Rejonowej Komendy Uzupełnień i otrzymał zadanie jej organizacji. Początkowy okres organizacji RKU realizowany był poza Gdynią. Pierwszy jej adres to ul. George'a Waszyngtona 1.
Komendant RKU sprawował jednocześnie funkcję wojskowego komendanta miasta Gdyni.
Na podstawie rozkazu personalnego Nr 7905/V z dnia 2 listopada 1945 został zdemobilizowany.
W latach 1946–1947 był pracownikiem Wojewódzkiej Rady Narodowej w Gdańsku (naczelnik wydziału).
W latach 1948–1949 pełnił funkcję burmistrza miasta Nowe Warpno w powiecie szczecińskim.
W 1954 został pracownikiem MHD Gdańsk na stanowisku kierownika administracyjno-gospodarczego.

## Awanse
- w Armii Austro-Węgierskiej:
  - leutnant – 1916
  - oberleutnant – sierpień 1918
- w Wojsku Polskim (od 27 maja 1943):
  - porucznik – 27 maja 1943
  - kapitan – 1 lutego 1944
  - major – 10 listopada 1944

## Wykształcenie
- ?-1916 – Oficerska Szkoła Piechota Rezerwy w Ostrawie

## Stanowiska
Powołany do zasadniczej służby wojskowej przez Komendę Uzupełnień w Kołomyi
- w Armii Austriacko-Węgierskiej:
  - 1915–1916 – dowódca plutonu piechoty – 24 Galicyjskobukowiński Pułk Piechoty im. Gen. von Kummer
  - 1917 – wrzesień 1918 – dowódca kompanii piechoty – 24. Galicyjskobukowiński Pułk Piechoty im. Gen. von Kummer

Od września 1918 do maja 1919 był internowany w obozie jenieckim.
- w Wojsku Polskim:
  - 27 maja 1943 – 1 lutego 1944 – Szef Personalny – 1 Brygada Pancerna im. Bohaterów Westerplatte
  - 2 lutego 1944 – 1 lipca 1944 – starszy pomocnik Szefa Personalnego – Sztab Generalny w Siecie (rejon Riazań – ZSRR)
  - 2 lipca 1944 – 1 lutego 1945 – Szef Personalny – 1 Korpus Pancerny
  - 1 lutego 1945 – 20 grudnia 1945 – komendant – Gdyńska Rejonowa Komenda Uzupełnień

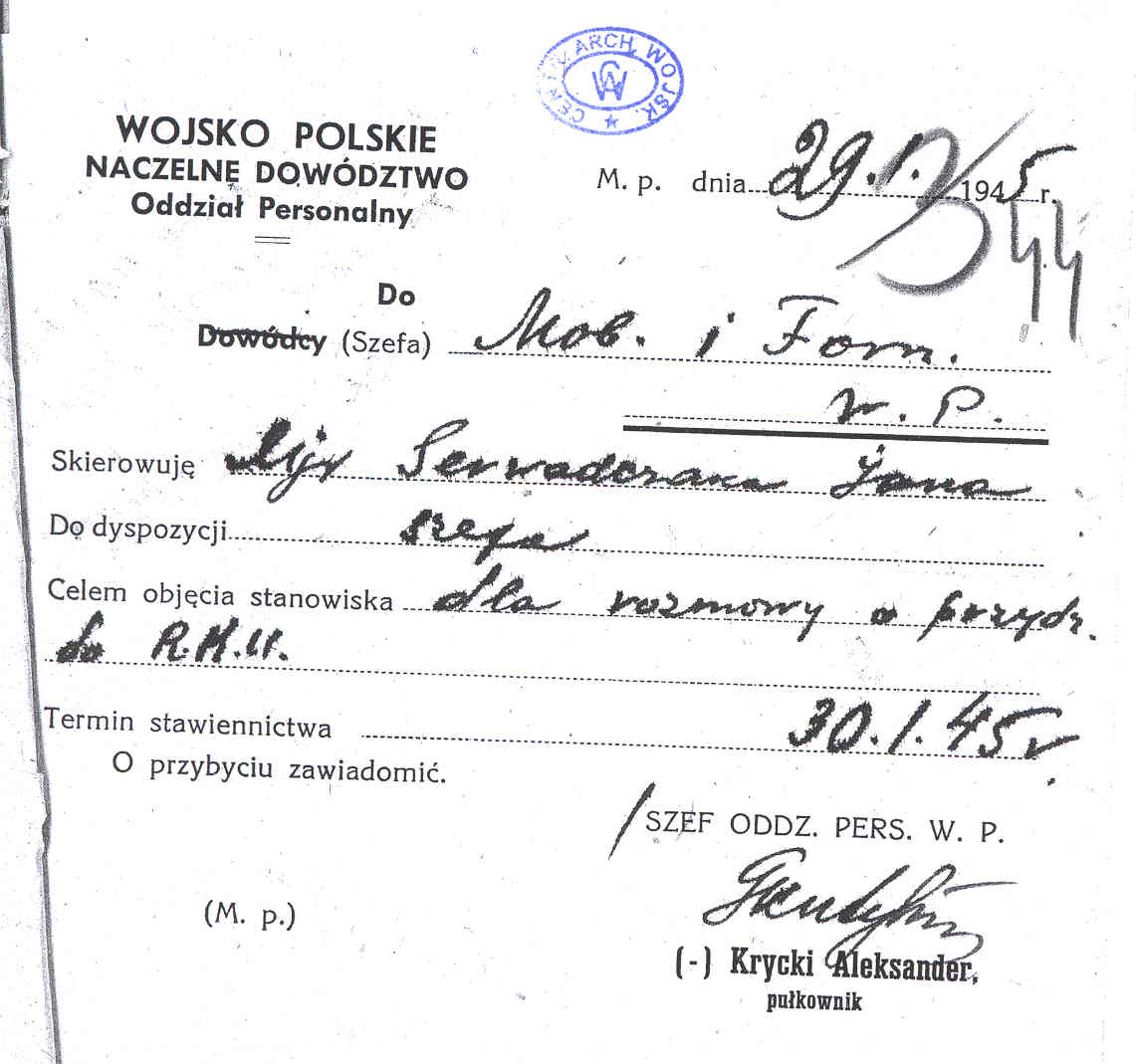
Skierowanie na rozmowę kadrową
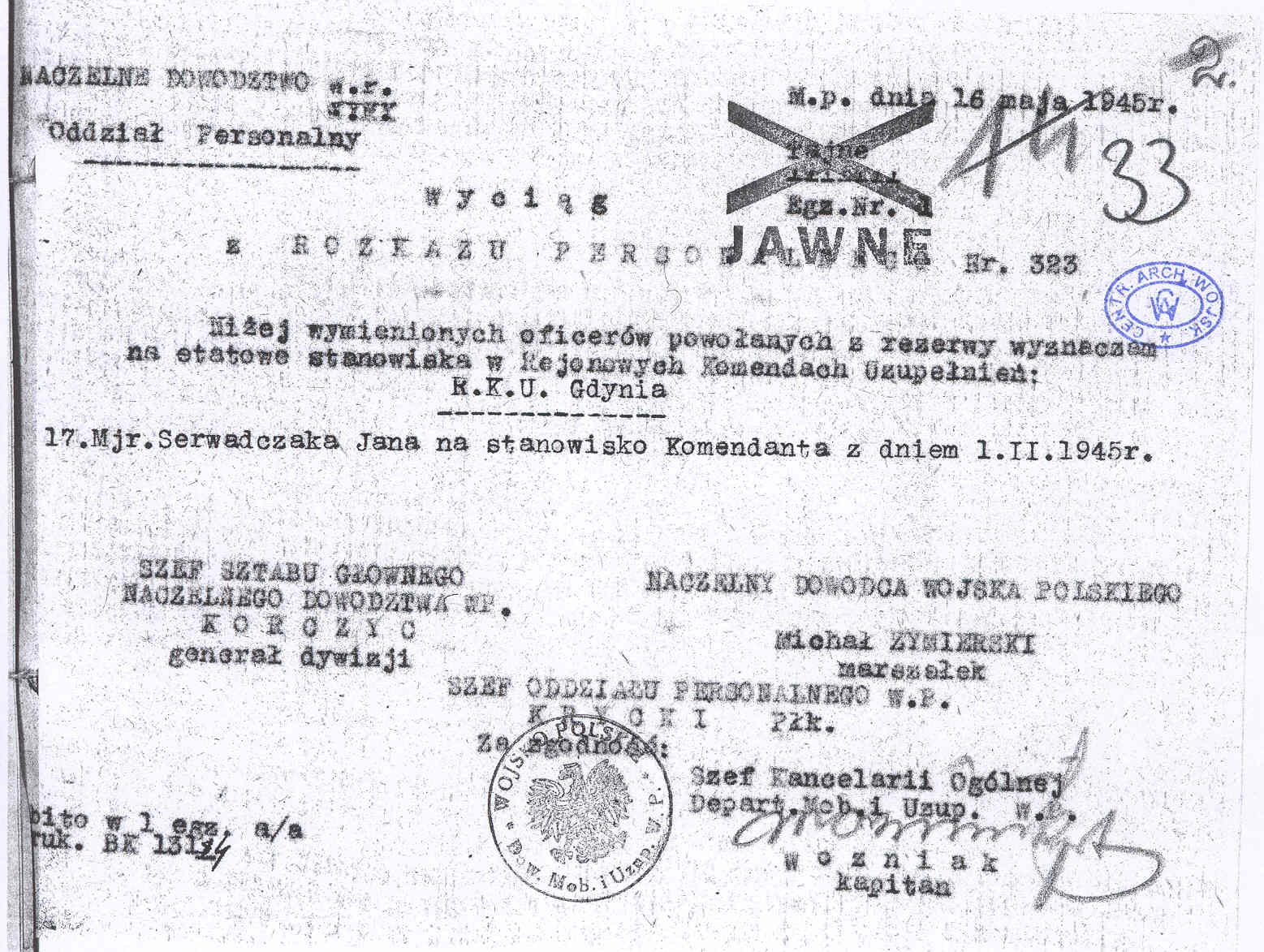
Rozkaz wyznaczający na stanowisko komendanta RKU

## Odznaczenia i ordery
- Order Virtuti Militari – Krzyż Srebrny V klasy – nadany w 1920
- Medal za Odrę, Nysę, Bałtyk – nadany w 1945
- Krzyż Kawalerski Orderu Odrodzenia Polski – nadany w 1946
- Brązowy Krzyż Zasługi – nadany 1945
- Srebrny Krzyż Zasługi – nadany w 1946